# Sporophor
Sporophor ist die wissenschaftliche Bezeichnung für die sporenbildende und -tragende Struktur bei Pilzen, Schleimpilzen (Myxogastria) und fädigen Bakterien (Aktinomyzeten).
Bei Pilzen kann das eine sporenbildende Hyphe, z. B. ein Konidiophor, sein.
Bei Actinomyceten handelt es sich um Luftfäden, die aus der Kolonie herausragen und die Sporen abgeben.